# Seriate
Seriate – miejscowość i gmina we Włoszech, w regionie Lombardia, w prowincji Bergamo.
Według danych na styczeń 2009 gminę zamieszkiwało 23 877 osób przy gęstości zaludnienia 1924 os./1 km².